# Abū Bakr ibn Sālim
Abū Bakr ibn Sālim as-Saqqāf Bā ʿAlawī (arabisch أبو بكر بن سالم السقاف با علوي; geboren am 16. August 1513 in Tarīm; gestorben 30. Dezember 1584 in dem Dorf ʿĪnāt in der Nähe von Tarīm), auch bekannt als „Herr von ʿĪnāt“ (Ṣāḥib ʿĪnāt oder Maulā ʿĪnāt), war ein sufischer Gelehrter des Hadramaut auf dem Gebiet des heutigen Jemen. Er ist vor allem für die Gründung des heiligen Bezirks (ḥauṭa) von ʿĪnāt (auch ʿAināt) bekannt. Seine weitverzweigte Nachkommenschaft, die Saiyid-Familie der Āl asch-Schaich Abī Bakr ibn Sālim, hat sich im Rahmen der hadramitischen Handelsnetzwerke über den gesamten Indischen Ozean verbreitet. Von seinen Nachkommen im Hadramaut und in der Diaspora wird Abū Bakr ibn Sālim bis heute als Gottesfreund (walī Allāh) verehrt.

## Leben
Abū Bakr ibn Sālim wurde am 13. Dschumādā th-thāniya 919 (= 16. August 1513) in Tarīm, im östlichen Teil des Hadramaut, in die Saiyid-Familie der Āl as-Saqqāf hineingeboren. Er studierte bei verschiedenen Lehrern Sufismus und erhielt von seinem Vater Sālim und dem Gelehrten Ahmad Schihāb ad-Dīn ibn ʿAbd ar-Rahmān as-Saqqāf (st. 1539–1540) den sufischen Flickenrock (Chirqa). Unter seinen Lehrern waren ʿUmar ibn ʿAbdallāh Bā Machrama (st. 1546), mit dem er die Risāla von al-Quschairī studierte, sowie Maʿrūf ibn ʿAbdallāh Bā Dschamāl (st. 1561), den er in Schibam aufsuchte.
Zu einem unbekannten Zeitpunkt siedelte sich Abū Bakr in einem Ort 15 Kilometer östlich von Tarīm an, der später das „neue ʿĪnāt“ genannt wurde, und andere Bewohner folgten seinem Beispiel. Die Siedlung entwickelte sich zu einem Dorf, und Abū Bakr selbst wurde als der „Herr von ʿAināt“ bezeichnet. Aufgrund seiner charismatischen Persönlichkeit zog er Besucher aus fernen Gegenden an. Abū Bakr organisierte außerdem die jährliche Wallfahrt zu dem Grab des vorislamischen Propheten Hūd im östlichen Hadramaut und bestimmte als Zeit für diese Wallfahrt die Mitte des Monats Schaʿbān.
Nach hagiographischen Berichten stand Abū Bakr auch mit dem Kathīrī-Sultan ʿUmar ibn Badr Bū Tuwairiq, der zwischen 1582 und 1612 viele Regionen des Hadramaut beherrschte, in Kontakt. Abū Bakr soll ihm, als er noch Gefangener seines Bruders Sultan ʿAbdallāh b. Badr war, Mut zugesprochen haben. Da ʿAbdallāh bald starb und ʿUmar den Thron bestieg, erfüllten sich seine Vorhersagen. In den folgenden Jahren wurde die Beziehung zwischen den Kathīrīs und der Familie Abū Bakrs so eng, dass die Kathīrī-Herrscher deren Fürsprache akzeptierten und denjenigen, die bei einem Mitglied der Familie Abū Bakrs Schutz suchten, Amnestie gewährten. Abū Bakr starb am 27. Dhū l-Hiddscha 992 (= 30. Dezember 1584) und wurde in ʿAināt begraben.

## Werke
Abū Bakr ibn Sālim hat mehrere arabische Werke verfasst. Davon liegen die folgenden beiden in Druckausgaben vor:
- Miʿrāǧ al-arwāḥ ilā l-minhāǧ al-waḍḍāḥ („Aufstieg der Geister zu dem leuchtenden Pfad“), sufische Abhandlung, die 2013 von Aḥmad ibn Farīd al-Mazīdī in Beirut ediert wurde.
- Miftāḥ al-sarāʾir wa-kanz aḏ-ḏaḫāʾir („Schlüssel zu den geheimen Gedanken und dem Schatz der Vorräte“).[3] Es wurde zusammen mit al-Kawākib al-durrīya wa-l-yawāqīt al-luʾluʾīya von ʿAidarūs ibn Husain in Hyderabad 1910 gedruckt.

## Nachkommenschaft
Abū Bakr hatte insgesamt vier Töchter und 13 Söhne. Der fruchtbarste seiner Söhne war al-Husain (st. 1634), der wiederum 13 Söhne hatte. Von diesen gründeten neun eigene Familien. Ein weiterer Sohn Abū Bakrs, Hāmid, hatte acht Söhne, die ebenfalls zahlenstarke Familien gründeten. Zusammen bildeten diese Familien die Āl asch-Schaich Abī Bakr ibn Sālim. Sie setzten sich von den anderen Saiyid-Familien des Hadramaut dadurch ab, dass sie im Gegensatz zu diesen Waffen trugen. Für die Machtverhältnisse im Hadramaut war entscheidend, dass die Āl Abī Bakr besonders enge Beziehungen zu den Yāfiʿī-Stämmen von Ober-Yāfiʿ sowie zu den ʿAulaqī-Stämmen unterhielten.  Als im 17. und frühen 18. Jahre verschiedene Angehörige der Kathīrī-Familie die zaiditische Rechtsschule im Hadramaut einführen wollten, griffen die Āl Abī Bakr zu den Waffen und leisteten Widerstand.
Als ʿAbd ar-Rahmān al-Maschhūr (st. 1902) Ende des 19. Jahrhunderts sein Werk Šams aẓ-ẓahīra über die Genealogie der hadramitischen Saiyid-Familien schrieb, hatte der Clan Āl Abī Bakr bereits Zweige in Java, Singapur, Indien, Dhofar sowie in asch-Schihr und  in verschiedenen Städten der ostafrikanischen Küste. Zu den verschiedenen Zweigen der Familie gehören die al-Mihdār, die al-Haddār, die Ibn Dschindān und die al-Hāmid.
An der ostafrikanischen Küste lassen sich die Āl Abī Bakr bereits im 18. Jahrhundert nachweisen, ein frühes Zentrum war die Insel Pate. Einer der Nachkommen von Abū Bakrs Sohn ʿAlī, ʿAbdallāh ibn ʿAlī ibn Nasr (1720–1820), verfasste das religiöse Gedicht al-Inkishafi (die Enthüllung), eines der wichtigsten poetischen Werke der Swahili-Literatur. Von Pate aus verbreitete sich der Āl-Abī-Bakr-Clan auch auf die Komoren. Ein dortiger Nachkomme von Abū Bakrs Enkel Schaichān war Ahmad ibn Sālih mit dem Beinamen Mwinyi Mkuu, im 19. Jahrhundert Sultan von Moroni.

## Verehrung
Wie aus dem biographischen Sammelwerk al-Nūr al-sāfir des jemenitischen Gelehrten ʿAbd al-Qādir ibn ʿAbdallāh al-ʿAidarūsī (gest. 1628) hervorgeht, wurde schon zu seiner Zeit Abū Bakr ibn Sālim als „der große Gottesfreund, über dessen Gottesfreundschaft allgemein Einigkeit besteht“ (al-walī al-kabīr allaḏī waqaʿa ʿalā wilyāyati-hī al-iǧmāʿ wa-l-ittifāq), verehrt. Und sein Grab in ʿĪnāt war Zielpunkt einer lebhaften Ziyāra-Wallfahrt, zu der Pilger aus fernen Ländern „lebendig und tot“ (ḥaiyan wa-maiyitan) anreisten. Bis heute werden in ʿĪnāt „die sieben Qubbas“ (as-Sabʿ al-Qibāb), die die Gräber von Abū Bakr und seiner unmittelbaren Nachkommen enthalten, verehrt.
Darüber hinaus wurden verschiedene hagiographische Werke über Abū Bakr ibn Sālim verfasst. Das früheste davon ist das Buch Bulūġ aẓ-ẓafar wa-l-maġānim fī manāqib aš-Šaiḫ Abī Bakr ibn Sālim seines Schülers Muhammad ibn Sirādsch ad-Dīn, aus dem der hadramitische Gelehrte Muhammad asch-Schillī (st. 1682) in seinem Werk al-Mašraʿ ar-rawī einzelne Ausschnitte zitiert. Darin nennt er verschiedene „Huldwunder“ (karāmāt), die man Abū Bakr ibn Sālim zuschrieb. Dazu gehört unter anderem, dass er mit al-Chidr und Elias zusammengetroffen sein soll. Ein weiteres hagiographisches Werk über ihn mit dem Titel al-Ǧawāhir fī manāqib aš-šaiḫ Abī Bakr Tāǧ al-Akābir stammt von ʿAbdallāh ibn Ahmad al-Haddār.